# Judith Love Cohen
Judith Love Cohen (New York, 16 augustus 1933 - Culver City, 25 juli 2016) was een Amerikaanse ingenieur die belangrijke input gaf aan verschillende ruimtevaartprogramma's. Ze wordt wel beschouwd als de reden dat de bemanning van de Apollo 13 veilig thuis kwam. Ze is tevens de moeder van Jack Black, stichtte een uitgeverij en gaf diverse boeken uit.

## Vroege leven
Cohen was de dochter van Maurice Cohen en Sarah Roisman. Haar Joodse ouders waren voor de Eerste Wereldoorlog al naar Amerika gevlucht vanuit het tsaristische Rusland. Haar ouders settelden in Brooklyn en vertrokken net op tijd uit Rusland; veel familieleden zouden omkomen in de opeenvolgende drie decennia. Haar vader verkocht drankjes en haar moeder werkte in een kledingfabriek. Er werd in eerste instantie van haar verwacht dat ze in de fabriek van haar moeder zou gaan werken, maar toch leerde haar vader haar de basis van geometrie. Hij moedigde haar wetenschappelijke belangstelling ook aan. Ze was zo goed in wiskunde dat andere leerlingen haar tegen het einde van de basisschool al betaalden om hun huiswerk te doen.
Vanaf 8-jarige leeftijd leerde ze ballet en hierin was ze eveneens sterk; 11 jaar later was ze danseres bij het New York Metropolitan Opera ballet. Ze stopte hiermee toen ze Bernard Siegel ontmoette, met wie ze trouwde toen ze 19 of 20 was. Ze stopte toen ook met dansen, iets wat ze in 1964 als hobby weer zou oppakken en tot het eind van haar leven zou doen.
In Californië zou ze de bachelor in engineering behalen die ze gestart was in New York. Ook behaalde ze een master in hetzelfde veld en werkte ze naast haar studie al fulltime in het veld. Siegel en Cohen kregen in dezelfde periode drie kinderen. Cohen zou Howard, één van de drie, overleven. Rond 1965 scheidden Siegel en Cohen echter en hertrouwde ze met Thomas Black, van wie ze eind jaren 1970 zou scheiden. Tekenend voor de drive die Cohen had, was de geboorte van haar vierde en laatste kind, Jack Black. Haar zoon Neil Siegel vertelde hierover:
Ze ging zelfs naar kantoor op de dag dat Jack werd geboren. Toen het tijd was naar het ziekenhuis te gaan, nam ze een computerprintje mee van het probleem waar ze mee bezig was. Later op de dag belde ze haar baas en zei hem dat het probleem was opgelost. En... oh ja, de baby was ook geboren.

## Apollo 13
Cohen beschouwde zelf de Apollomissies als het hoogtepunt van haar carrière. Ze werkte mee aan het ontwerpen van het Abort Guidance System (ook bekend als AGS) van de Apollo 13. De AGS was een reservesysteem dat astronauten kon helpen terug naar aarde te keren als ze de Apollomissie onvoltooid moesten afbreken. Idealiter zou het systeem dus nooit gebruikt worden, maar de Apollo 13-missie had al snel problemen. Voor de maan bereikt kon worden explodeerde een zuurstoftank en daarmee een deel van het ruimtevaartuig. De missie werd voortijdig afgebroken en onder meer door de AGS konden de drie bemanningsleden veilig terugkeren. De astronauten zouden later haar en de andere ingenieurs bedanken voor het redden van hun leven.

## Na Apollo 13
In de jaren 1990 ging Cohen met pensioen. Ze schreef een boek You can be a woman engineer dat bedoeld was om jonge meisjes te stimuleren de exacte wetenschap in te gaan en uit haar eigen ervaringen putte. Ze kon geen uitgeverij vinden die het boek wilde publiceren en besloot daarop zelf een uitgeverij te starten met haar derde en laatste man David Katz, met wie ze begin jaren 1980 was getrouwd. Katz en Cohen zouden tot haar dood bij elkaar blijven. Ze gaf met haar schoondochter Robyn Friend een aantal boeken uit over het milieu en milieubescherming. Ook zou ze van haar eerst gepubliceerde boek een reeks maken over verschillende beroepen.